# 甘比亞—朝鮮關係
甘比亞－朝鮮關係係指北朝鮮與甘比亞之間的雙邊關係，現朝鮮駐班竹大使為洪松非（音譯）。

## 歷史
賈瓦拉總統於1973年3月與北朝鮮建交，在這之前，甘比亞向首爾保證，此舉符合該國的不结盟政策且不會影響與首爾的關係。同年稍後，甘比亞代表團訪問北朝鮮，甘比亞使節認為此行「十分疲勞」。訪問結束後，甘比亞和北朝鮮簽署的聯合公報指出，甘比亞完全支持朝鮮半島在無外力干預下和平統一。
1975年7月，北朝鮮向班竹派駐使節，並提供約20萬甘比亞達拉西給甘比亞賑濟旱災。
在建交前，北朝鮮與甘比亞早已有非官方聯繫。1967年，甘比亞工會（該國首個工會，隸屬於受蘇聯影响的世界工会联合会；反對激烈罷工）成立並迅速與平壤取得合作基礎。同時，為了獲得資金，也成立了朝鮮－甘比亞友好協會。記者出身的梅爾文（Melvin Benoni Jones）曾在其總統任期中表示要加強甘比亞與北朝鮮和蘇聯的關係。
退休上校桑蒔丁·薩爾（Samsudeen Sarr）在自傳中指出，甘比亞國防部於1996年10月派了一個代表團到平壤，並參觀了錦繡山太陽宮等地。代表團要求與領導人金正日會面，但被北朝鮮政府拒絕，理由為國喪不便（該國故領導人金日成在1994年逝世）。北朝鮮亦決定謝絕一個軍事合作計畫，除非甘比亞以美元現金付款；不過其同意派出一些人員訓練甘比亞軍以空手道自衛。
最高人民會議常任委員會委員長金永南於2010年4月訪問甘比亞，他會見了總統賈梅、副總統賈莎迪等政要並發表了許多關於兩國利益、歷史友誼的談話。
2014年北朝鮮新駐甘比亞使節洪松非與甘比亞領導人會晤後，表示該國將和甘比亞在農業、教育、漁業、公共衛生和建築等領域合作。同年12月，甘比亞與另外19個聯合國成員國一起投票反對聯合國向國際刑事法院控告北朝鮮。在賈梅政府領導下，甘比亞因其人權狀況以及政治結構類似北朝鮮而被稱為「非洲北朝鮮」。